# Belturbet
Belturbet (en gaèlic irlandès Béal Tairbirt que vol dir boca de l'istme) és una vila d'Irlanda, al comtat de Cavan, a la província de l'Ulster. Es troba a 14 kilòmetres de Cavan, a 123 kilòmetres de Dublín i a 4 kilòmetres de la frontera amb Irlanda del Nord.

## Història
La localització de Belturbet es troba en un dels millors llocs per travessar el riu Erne. Quan els anglonormands intentaren conquerir Cavan a començaments del segle xiii, Walter de Lacy construí un castell de mota i pati a Turbet Island. Probablement la fortificació fou feta de fusta i no va sobreviure, encara que es pot veure el monticle sobre on es va construir. En el segle xvi els caps locals O'Reilly van construir un castell oposat al de Turbot Island i que tampoc ha sobreviscut
Com a part de la Plantació d'Ulster a començaments del segle xvii les terres al voltant de Belturbet foren entregades a Stephen Butlet, qui aviat va organitzar un centre urbà la prosperitat del qual es va basar en la seva posició als marges del riu Erne. L'octubre de 1641 la vila fou capturada pels irlandesos com a part de la revolta irlandesa de 1641. Belturbet va protagonitzar una de les massacres de colons, on dues dotzenes foren llençats pel pont i es van ofegar. En març de 1653 Belturbet, sota el vescomte Magennis of Iveagh, fou l'última ciutat d'Irlanda a caure en mans de Cromwell; l'última fortalesa vora Cloughoughter va caure en el darrer mes.
Dos joves, Geraldine O'Reilly, de Staghall, Belturbet i Patrick Stanley, de Clara, Co. Offaly, foren assassinats per un cotxe bomba lleialista a Belturbet el 28 de desembre de 1972.
Fran McNulty va fer un documental guardonat sobre l'atrocitat, The Forgotten bomb, amb entrevistes a familiars i gent del poble que recordaven els fets. El programa fou retransmès per Shannonside Northern Sound Radio. El periodista va obtenir el guardó regional als ESB media awards en 2004 pel programa. Els pares de Patrick Stanley apareixien al documental, com el germà de Geraldine O'Reilly, Anthony, qui fou greument ferit a l'atemptat. El 2007 s'hi va fer una escultura dedicada a les víctimes.